# Empire Awards 2011

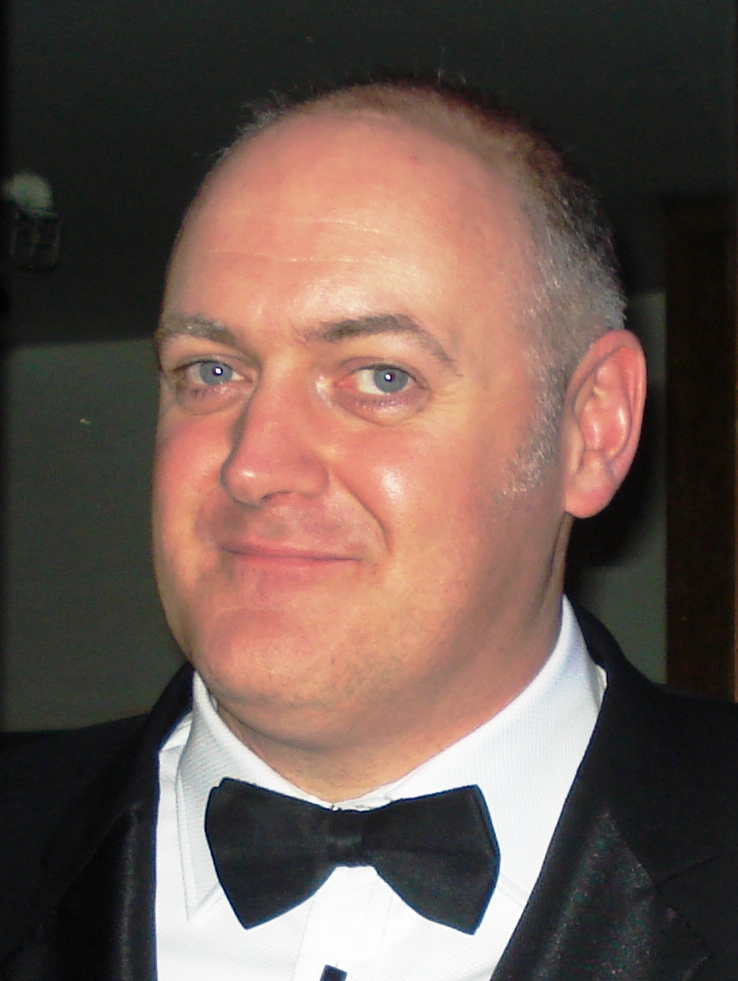
Dara Ó Briain, conduttore della 16ª edizione

La 16ª edizione degli Empire Awards o 16ª edizione degli Jameson Empire Awards, organizzata dalla rivista cinematografica inglese Empire. Si è svolta il 27 marzo 2011 a Londra al Grosvenor House Hotel, presentata da Dara Ó Briain, ed ha premiato i film che sono usciti nel 2010.
I vincitori e i candidati vengono votati dai lettori della rivista Empire.

## Vincitori e candidati
Di seguito è riportato un elenco completo dei candidati. I vincitori sono evidenziati in grassetto.
Miglior film
- Inception, regia di Christopher Nolan
- Kick-Ass, regia di Matthew Vaughn
- Scott Pilgrim vs. the World, regia di Edgar Wright
- Il discorso del re (The King's Speech) , regia di Tom Hooper
- The Social Network, regia di David Fincher

Miglior film britannico
- Kick-Ass, regia di Matthew Vaughn
- 127 ore (127 Hours), regia di Danny Boyle
- Il discorso del re (The King's Speech), regia di Tom Hooper
- Four Lions, regia di Chris Morris
- Monsters, regia di Gareth Edwards

Miglior attore
- Colin Firth — Il discorso del re (The King's Speech)
- Aaron Taylor-Johnson — Kick-Ass
- James Franco — 127 ore (127 Hours)
- Jesse Eisenberg — The Social Network
- Leonardo DiCaprio — Inception

Miglior attrice
- Noomi Rapace — Uomini che odiano le donne (Män som hatar kvinnor)
- Emma Watson — Harry Potter e i Doni della Morte - Parte 1 (Harry Potter and the Deathly Hallows - Part 1)
- Helena Bonham Carter — Il discorso del re (The King's Speech)
- Natalie Portman — Il cigno nero (Black Swan)
- Olivia Williams — L'uomo nell'ombra (The Ghost Writer)

Miglior regista
- Edgar Wright – Scott Pilgrim vs. the World
- Christopher Nolan – Inception
- David Fincher – The Social Network
- Matthew Vaughn – Kick-Ass
- Tom Hooper – Il discorso del re (The King's Speech)

Miglior debutto
- Chloë Moretz – Kick-Ass e  Blood Story (Let Me In)
- Gareth Edwards – Monsters
- Jaden Smith – The Karate Kid - La leggenda continua (The Karate Kid)
- Jennifer Lawrence – Un gelido inverno (Winter's Bone)
- Mia Wasikowska – Alice in Wonderland

Miglior thriller
- Uomini che odiano le donne (Män som hatar kvinnor), regia di Niels Arden Oplev
- 127 ore (127 Hours), regia di Danny Boyle
- Il cigno nero (Black Swan), regia di Darren Aronofsky
- Shutter Island, regia di Martin Scorsese
- The Town, regia di Ben Affleck

Miglior horror
- L'ultimo esorcismo (The Last Exorcism), regia di Daniel Stamm
- Nightmare (A Nightmare on Elm Street), regia di Samuel Bayer
- Blood Story (Let Me In), regia di Matt Reeves
- Paranormal Activity 2, regia di Tod Williams
- La città verrà distrutta all'alba (The Crazies), regia di Breck Eisner

Miglior sci-fi/fantasy
- Harry Potter e i Doni della Morte - Parte 1 (Harry Potter and the Deathly Hallows - Part 1), regia di David Yates
- Inception, regia di Christopher Nolan
- Scott Pilgrim vs. the World, regia di Edgar Wright
- Kick-Ass, regia di Matthew Vaughn
- Alice in Wonderland, regia di Tim Burton

Miglior commedia
- Four Lions, regia di Chris Morris
- Easy Girl (Easy A), regia di Will Gluck
- In viaggio con una rock star (Get Him to the Greek), regia di Nicholas Stoller
- I poliziotti di riserva  (The Other Guys), regia di  Adam McKay
- Toy Story 3 - La grande fuga (Toy Story 3), regia di Lee Unkrich

Fatto in 60 secondi
- 127 ore di Maeve Stam (Paesi Bassi)
- Avatar di Valentina Kurochkina (Russia)
- I predatori dell'arca perduta di Samuel Heiligers (Svezia)
- L'esorcista di Lee Hardcastle (UK)
- Il re leone di Michael Whaite (UK)

## Premi speciali
- Empire Hero Award: Keira Knightley

- Inspiration Award: Edgar Wright

- Icon Award: Gary Oldman